# Territorial Pissings
«Territorial Pissings» (с англ. — «Метка территории») — песня американской гранж-группы Nirvana, написанная фронтменом группы Куртом Кобейном и выпущенная 24 сентября 1991 года в рамках самого коммерчески успешного альбома коллектива Nevermind под номером 7.

## Слова и музыка
В музыкальном отношении песня отличается от большинства песен Nevermind, в которых основная фишка заключается в чередовании спокойной куплетной части и энергичного припева. Вся песня пропитана энергией, особенно припевы, выполненные Кобейном в скриминговом стиле. Многие подмечают, что «Territorial Pissings» больше походит на хардкор-панк, чем на традиционный для группы гранж.

Лирически же песня представляет собой критику типичных «Мачо» и своим текстом указывает на феминистические взгляды Курта, который не раз поднимал темы сексизма в своих песнях, таких как «Rape me» и «Polly», а также в различных интервью: 
«Я просто всегда чувствовал, что к ним [к женщинам] не относились с уважением. Особенно из-за того, как Абердин относился к женщинам. Я имею в виду, что, в общем-то, женщины в таких маленьких городах по всей Америке полностью угнетены.» 
Также интересный момент композиции заключается в том, что в начале песни басист Nirvana Крист Новоселич распевает строчки из песни «Get Together» группы The Youngbloods:
«Come on people now,
Smile on your brother.
Everybody get together
Try to love one another right now.»

Несмотря на то, что включение этих строчек может показаться насмешкой, сам Новоселич заявлял, что он запел первое, что пришло на ум.
«Может быть, некоторые беби-бумеры услышат это и спросят: „Что случилось с этими идеалами?“», — Крист Новоселич о строчках из «Get Together» в «Territorial Pissings».

## Отзывы и рейтинги
В 2017 году компания Phonographic Performance Limited опубликовала рейтинг самых популярных песен Nirvana, где «Territorial Pissings» заняла 20-е место, а в топе 102 песен Nirvana от журнала Rolling Stone композиция заняла 19-е место.